# Methus Worapanichakarn
Methus Worapanichakarn (thailändisch เมธัช วรพาณิชการ, * 10. September 1999), ehemals Chanatat Worapanichakarn (thailändisch เรืองชัย ชูธงชัย), ist ein thailändischer Fußballspieler.

## Karriere
Worapanichakarn steht seit mindestens 2021 beim Nakhon Pathom United FC unter Vertrag. Der Verein aus Nakhon Pathom spielt in der zweiten Liga, der Thai League 2. Sein Zweitligadebüt gab Chanatat Worapanichakarn am 8. Januar 2022 (18. Spieltag) im Auswärtsspiel gegen den Lampang FC. Hier stand er in der Startelf und spielte die kompletten 90 Minuten. Das Spiel endete 1:1. Am Ende der Saison 2022/23 feierte er mit Nakhon Pathom die Meisterschaft und den Aufstieg in die erste Liga. Am Ende der Saison 2024/25 belegte er mit Nakhon Pathom den vorletzten Tabellenplatz und musste somit in die zweite Liga absteigen. 

## Erfolge
Nakhon Pathom United FC
- Thailändischer Zweitligameister: 2022/23  ▲